# Грб Вијетнама
Грб Вијетнама је званични хералдички симбол државе Социјалистичка Република Вијетнам.
Грб има облик социјалистичког амблема, кружног је облика, са црвеном позадином и жутом звездом у средини. Cредишњи део окружује класје такође жуте боје.
Испод звезде је жути зупчаник, а испод овог црвена трака са натписом Cọng Hòa xā Họi Chũ Nghĩa Viêt Nam са значењем Социјалистичка Република Вијетнам